# ليفيو تشيوبوتاريو
ليفيو كيوبوتاريو (بالرومانية: Liviu Ciobotariu)‏ (مواليد 26 مارس 1972) هو لاعب كرة قدم سابق ويدرب حالياً نادي الطائي السعودي . يلعب مع منتخب رومانيا لكرة القدم. سبق له أن لعب في كأس العالم لكرة القدم مع منتخب بلاده.

## روابط خارجية
- ليفيو تشيوبوتاريو على موقع الاتحاد الدولي (مؤرشف)  (الإنجليزية)
- ليفيو تشيوبوتاريو على موقع الاتحاد الأوربي (الإنجليزية)
- ليفيو تشيوبوتاريو على موقع قاعدة بيانات كرة القدم.إي يو (الإنجليزية)
- ليفيو تشيوبوتاريو على موقع ناشيونال فوتبول تيمز (الإنجليزية)
- ليفيو تشيوبوتاريو على موقع Soccerway.com (الإنجليزية)
- ليفيو تشيوبوتاريو على موقع عالم كرة القدم.نت (الإنجليزية)
- ليفيو تشيوبوتاريو على موقع كووورة